# Даріо Верані
Даріо Верані (італ. Dario Verani, 1 січня 1995) — італійський плавець.
Чемпіон світу з водних видів спорту 2022 року.
Призер Чемпіонату Європи з водних видів спорту 2020 року.